# داستان‌ها یا قصه‌های زمان‌های گذشته
داستان‌ها یا قصه‌های زمان‌های گذشته (به فرانسوی: Histoires ou contes du temps passé) که با عنوان قصه‌های مامان غازی (به فرانسوی: Les Contes de ma mère l'Oye) نیز شناخته میشود. مجموعه‌ای از افسانه‌های ادبینوشته شارل پرو است که در سال ۱۶۹۷ در پاریس منتشر شد.

## فهرست
- پریان (الماس‌ها و وزغ‌ها)
- پوست‌الاغی
- کوچولوی بندانگشتی
- ریش‌آبی
- ریکه کاکل‌به‌سر
- زیبای خفته
- سیندرلا
- شنل‌قرمزی
- گربه چکمه‌پوش

## آشنایی

### خاستگاه

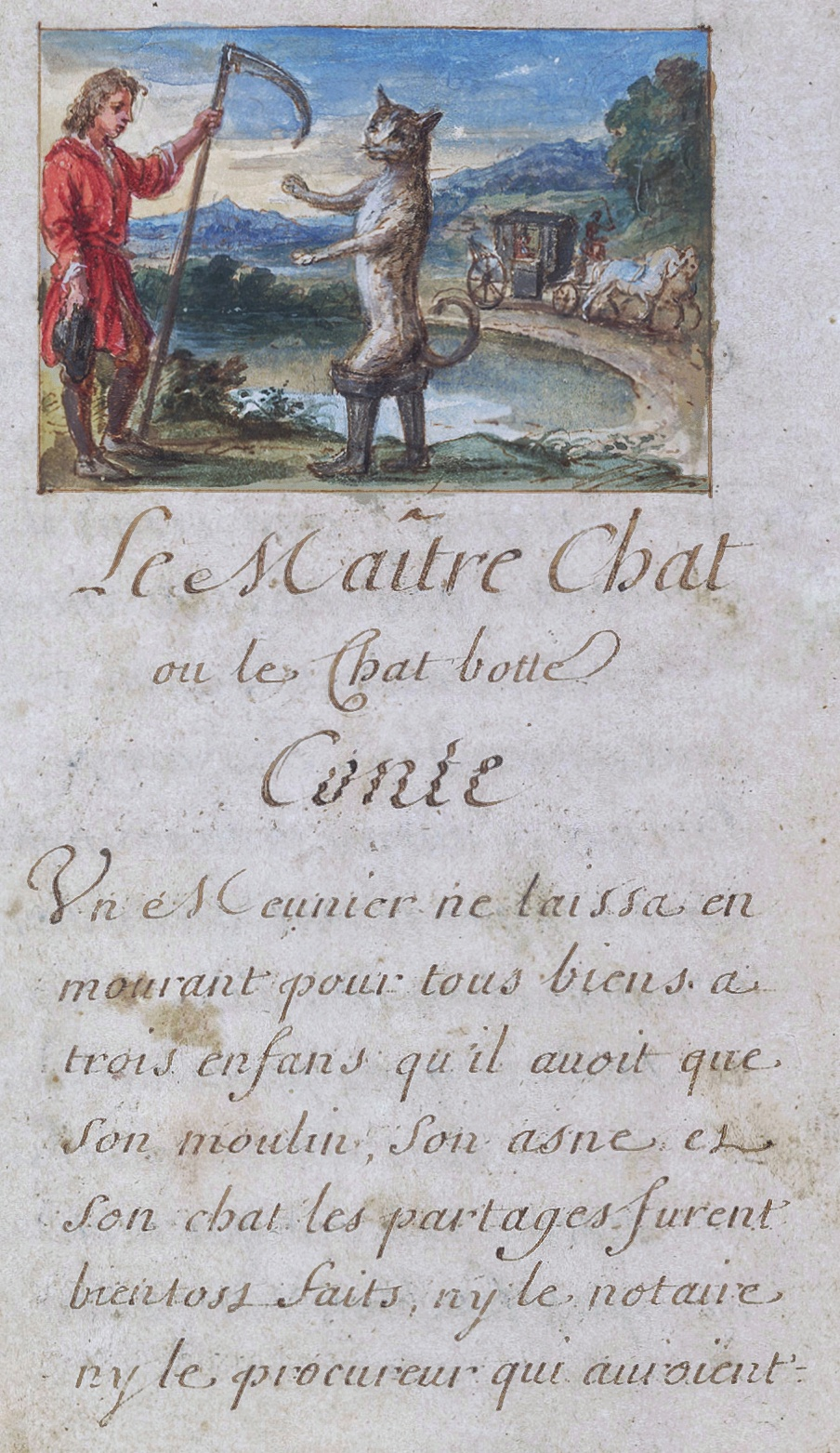
گربه چکمه‌پوش، برگی از نسخهٔ دست‌نویس و نگاره‌دار از پایان سدهٔ ۱۷ میلادی.

سه سال مانده به پایان سدهٔ ۱۷ میلادی، شارل پرو، که آن زمان ۶۹ سال داشت، نخستین ویرایش از این جُنگ را با نام پسر سومش، پیر دارمانکور، چاپ کرد. چاپ یکم هشت داستان منثور داشت؛ بعدها یک داستان کوتاه و دو داستان منظوم، که پیش‌تر چاپ شده بودند، به آن افزوده شدند.
مَتَل‌های مامان غازی در زمانه‌ای چاپ شد که برای بازه‌ای زودگذر، بزرگسالانِ محافل بورژوا و اشرافی، قصه‌های پریان را می‌پسندیدند. در آن زمان، هیچ اثری از این نوع برای کودکان نبود و تنها کلیتی از این‌گونه داستان‌ها را دایه‌ها و لَله‌هایی که برای کار از روستا به شهر می‌آمدند، بازمی‌گفتند.
بنابراین شارل پرو مَتَل‌هایی را نوشت که از مَتَل‌های مردم‌پسند و نیز شاید از پنتامرونه، نوشتهٔ جیامباتیستا باسیل ایتالیایی، الگو گرفته بود؛ به این صورت که بخش ناچیزی از آن داستان‌ها می‌گرفت، و به‌طور گسترده تغییر می‌داد. مامان غازی خودش پرسوناژی خیالی است: تداعی‌کنندهٔ زنی روستایی که این مَتَل‌ها از او می‌آیند. بنابراین پرو می‌توانست یکی از نخستین گردآورندگان داستان‌های کهن باشد؛ ولی چون منابعش را نگفته‌است، نمی‌توان این را به او نسبت داد. شارل پرو همچنین یکی از نخستین کسانی، یا چه‌بسا نخستین کسی، است که مَتَل‌هایی پرآوازه را، که نسخه‌های اصلیشان بسیار مبتذل‌تر بودند، ملایم کرد.

### فراز و فرود
پس از چاپ این مَتَل‌ها، مردم بی‌درنگ آنها را پسندیدند؛ بنابراین ویراست دوم را باربن در همان سال ۱۶۹۷ چاپ کرد، بسیار ویراست‌های غیرقانونی هلندی فروشگاه‌ها را پر کردند، و داستان‌های پریان و جُنگ‌هایشان پرشمار شدند. این استقبال مردم سرانجام به پایان رسید و، با مرگ شارل پرو در ۱۷۰۳، پریان بی‌کَس شدند و جایشان را به خاورگرایی دادند: سال ۱۷۰۴ ترجمهٔ آنتوان گالان از هزار و یک شب چاپ شد، و استقبال از آن به‌اندازه‌ای بود که در سدهٔ ۱۸، رمان‌های نامه‌نگارانه و اپراها از آن الگو می‌گرفتند؛ بنابراین نویسندگان بزرگ عصر روشنگری به شارل پروی مَتَل‌ها بی‌توجهی نشان دادند، و او را بانی خرافاتی دانستند که مردم را گمراه می‌کردند.
در نیمهٔ دوم سدهٔ ۱۹، مَتَل‌های شارل پرو دوباره علاقه‌ها را برانگیخت: آن زمان، در خانوارهای بورژوا رسم بود برای کودکان داستان بخوانند. پس ویراست‌های شکوهمندی از مَتَل‌های شارل پرو، که به‌ویژه گوستاو دوره نگاره‌هایشان را کشیده بود، چاپ می‌شدند، و آنها را به‌عنوان هدیهٔ کریسمس یا جایزهٔ پایان سال تحصیلی به کودکان می‌دادند.
زان پس کامیابی این اثر انکارناپذیر است، و این مَتَل‌ها به شکل‌های گوناگون درمی‌آیند: باله‌ها، اپراها، سپس در سدهٔ ۲۰، سوئیت برای پیانو، کارتون‌ها و فیلم‌های بلند.
بزرگسالان نیز این مَتَل‌ها را می‌پسندند: برای همین، روان‌شناس برونو بتلهایم به واکاوی مَتَل‌ها همت گماشت تا عناصر همگانی در آنها را نشان دهد. آنها همهٔ بن‌پاره‌های سازندهٔ وسواس، مشکلات روابط خانوادگی و ترس‌های فرونشاندهٔ روان کودک را دارند.
ولی برداشت‌های روان‌شناختی، تنها برداشت‌های پیش‌آورده از مَتَل‌ها نبودند. کسانی در آنها پند و اندرزهایی یافته‌اند، که برخیشان گمان‌برانگیز و باورناپذیر می‌نمایند.
برداشت‌های جادوانه، زندشناختی و کیمیاگرانه نیز دیده می‌شوند. فیلسوف هوخفورست چندین مَتَل را از این دید بررسید. برای نمونه، او گفت که حتی نام «مامان غازی» تُنگِ گردن‌درازِ فیلسوفان را تداعی می‌کند. در واقع، این رویکرد شیوه‌ای کهن را ازسر می‌گرفت که به زندشناسانی چون براچسکو و مایر بازمی‌گشت.
از دید دو فولکلورشناس به‌نام‌های یونا و پیتر اوپی، کامیابی مَتَل‌های مامان غازی از دلایل تااندازه‌ای متناقض سرچشمه می‌گیرد. دستاورد بزرگ شارل پرو این بود که مَتَل‌های پریان را همانگونه که بودند، پذیرفت. او هرگز آنها را با بی‌حوصلگی یا تمسخر بازنمی‌گفت، و مانند داستان‌های گوشه‌دار به کندوکاو در آنها میل نداشت؛ اگرچه بهتر دید مَتَل‌هایش را با پند و اندرز به پایان برساند. اگر شارل پرو برای استناددهی به منابعش زمان می‌گذاشت تا ما بدانیم کِی، کجا و در چه شرایطی توانست داستان‌های خود را بیابد، امروزه او را پدر فولکلور می‌دانستند.

### جار و جنجال دربارهٔ حق نشر

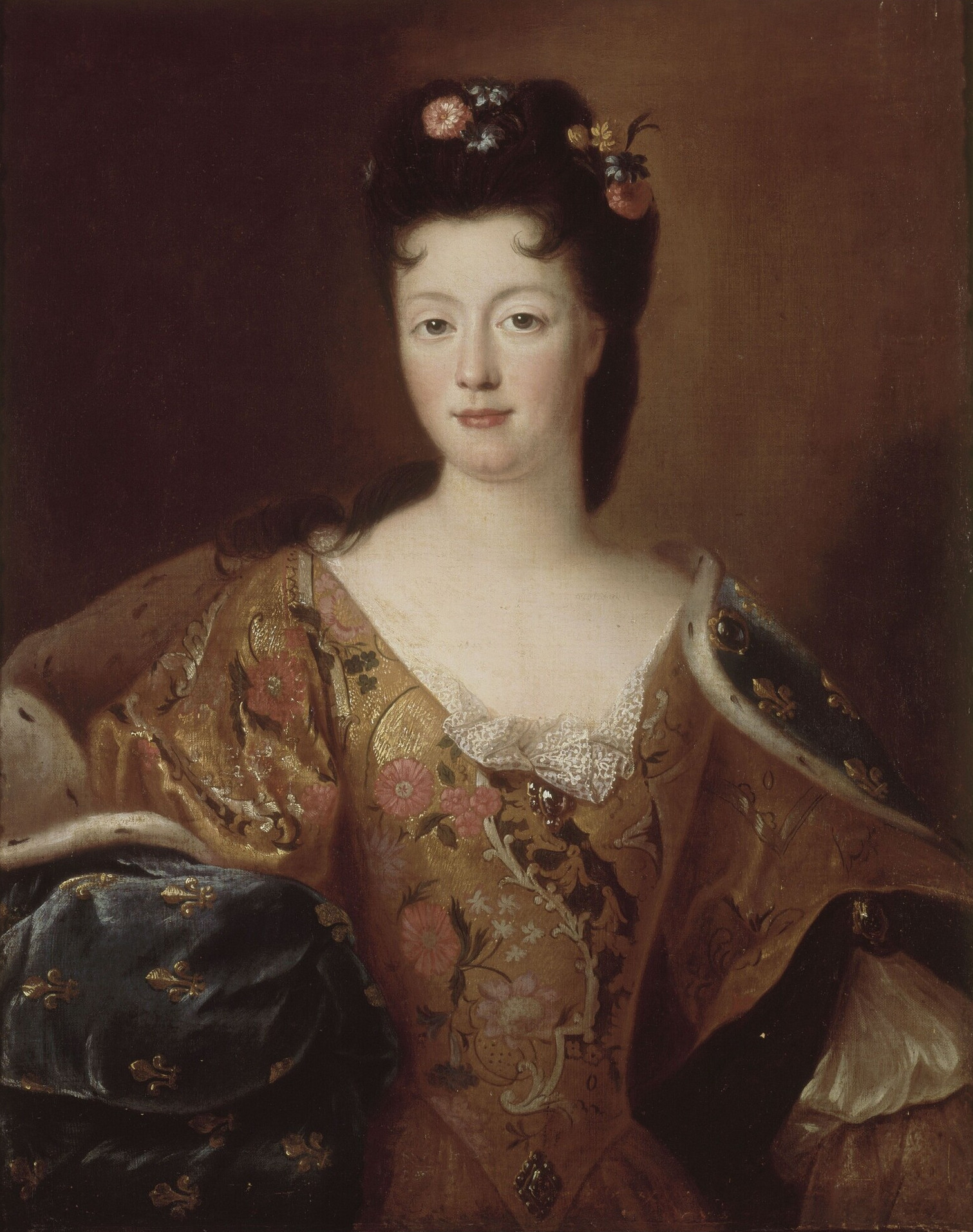
الیزابت‌شارلوت دورلئان، کسی که مَتَل‌ها به او تقدیم شد

گاهی پیر دارمانکور، پسر شارل پرو، را نگارندهٔ اصلیِ داستان‌ها یا مَتَل‌های زمان گذشته می‌دانند. مهم‌ترین دلیل این نگرش، وجود یکی از تقدیم‌های این جُنگ با نام «پ. دارمانکور» به الیزابت‌شارلوت دورلئان (که بعدها دوشس لورن شد)، خواهرزادهٔ شاه لویی چهادهم است. مجلهٔ مطالعات تاریخی برای این نگرش دو دلیل دیگر نیز می‌آورد: پادشاه امتیاز آن را به نام دارمانکور زده‌است؛ و در یکی از ویراست‌های غیرقانونی هلندی آمده‌است: «به‌قلمِ پسر جناب پرو از فرهنگستان فرانسه». نخستین‌بار آبه دو ویلیه در سال ۱۶۹۹ از این تِز پشتیبانی کرد.
یکی از برانگاشته‌ها این است که پیر دارمانکور، که آن زمان شانزده سال داشت، مَتَل‌های پرآوازه‌ای را که از دور و بری‌هایش (احتمالا پدر یا دایه‌اش) می‌شنید، در دفتری گِرد آورده بود. شارل پرو نیز چون دغدغهٔ حفظ ادبیاتی نو را داشت که دیگر برپایهٔ داستان‌های کهن نمی‌بود، داستان‌های پسرش را بازنوشت. به‌باورِ شارل دولن، و پس از او شارل مارتی‌لاوو، شارل پرو موضوعات داستان را به پسرش پیشنهاد داد: این کار آنقدر خوب شده بود که شارل پرو آنها را به‌صورتِ داستان درآورد. در دیگر جاها، به‌ویژه دانشنامهٔ جهانی و دانشنامهٔ لاروس، آمده‌است که شارل پرو نام پسرش را صرفاً هنگام چاپ مَتَل‌ها برگرفته بود.
به‌گفتهٔ یونا و پیتر اوپی، شارل پرو را از دیرباز برای شیفتگی‌به «مَتَل‌های کهن» یا «مَتَل‌های مامان غازی» شناخته شده بود. در سال ۱۶۹۳، او نسخه‌ای منظوم از آرزوهای چرند را منتشر کرد، و در سال ۱۶۹۴ از پوست‌الاغی. وانگهی، دو سال پیش از چاپ رسمی سال ۱۶۹۷، دست‌نوشته‌ای مصور از ۵ مَتَلِ داستان‌ها، از جمله گربه چکمه‌پوش نوشتهٔ پرو، یافته شدند. پیر دارمانکور هنگام نگارش این دست‌نوشته شانزده-هفده سال داشت، و به‌گفتهٔ این دو دانش‌پژوه انگلیسی، چه‌بسا شیفتگی زیادی به مَتَل‌نویسی نداشته‌است: او به ارتش پیوست و هرگز شیفتهٔ ادبیات نبود. او در سال ۱۷۰۰ درگذشت، و در آگهی ترحیمش هیچ‌چیز دربارهٔ داستان‌ها نیامد؛ ولی شارل پرو، که در سال ۱۷۰۳ درگذشت، در آگهی ترحیمش پدیدآورندهٔ زیبای خفته نامیده شد.

### عنوان‌ها
این جُنگ، هشت داستان منثور دارد:
- زیبای خفته
- شنل‌قرمزی
- ریش‌آبی
- آقای گربه یا گربه چکمه‌پوش
- پریان (الماس‌ها و وزغ‌ها)
- سیندرلا یا کفش شیشه‌ای کوچک
- ریکه کاکل‌به‌سر
- کوچولوی بندانگشتی

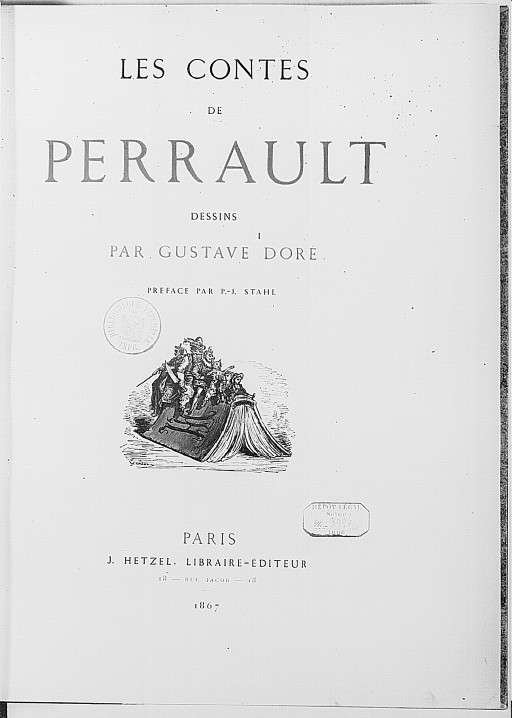
مَتَل‌های پِرو، نگاره‌های گوستاو دوره، نسخهٔ ۱۸۶۷

یک داستان کوتاه و مَتَل منظوم، اگرچه پیش‌تر نوشته شده بودند، ولی از ویراست ۱۷۸۱ («نخستین ویراست کامل») به مَتَل‌ها افزوده شدند. وانگهی در ۱۸۶۱ «ویراست شکوهمند هتزل در قطع رحلی بزرگ با نگاره‌های گوستاو دوره» چاپ شد؛ ویراستی که مَتَل‌های گریزلیدیس و آرزوهای چرند از آن زدوده شدند، مَتَل پوست‌الاغی ساختهٔ سدهٔ ۱۸ در آن چاپ شد که کار شارل پرو نبود، و همهٔ نوشتهٔ اصلی ویراسته شد و پندواندرزها ناپدید گشتند:
- مارکیز سالوس یا بردباری گریزلیدیس (۱۶۹۱)
- آرزوهای چرند (۱۶۹۳)
- پوست‌الاغی (۱۶۹۴)

## سبک
این داستان‌ها از سنت‌های رایج وام گرفته شده‌اند، و سبکی جذاب دارند. در آنها، واقعیت به‌گونه‌ای دلپذیر با تخیل می‌آمیزد، و در پریان و دیگر پرسوناژنمادها تجسم می‌یابد.

### پرسوناژنمادها
پرسوناژهای مَتَل‌ها شارل پرو به‌لطف ویژگی‌های بسیار بازشناخت‌پذیر و ساده‌فهمشان، نمایانگر گونه‌های رفتاری هستند. کودک این پرسوناژها را در جهانی خیالی و ساده‌شده می‌بیند، و روابطی را تجربه می‌کند که هنوز فرصت آنها را نداشته‌است، یا امیدواریم آنها را تجربه نکند. از این رو، تعابیر بسیاری وابسته‌به اخلاقیات و نیز اخیراً روان‌کاوی از پرسوناژهای این مَتَل‌ها به‌دست آمده‌است.

#### دیو (اوگر)

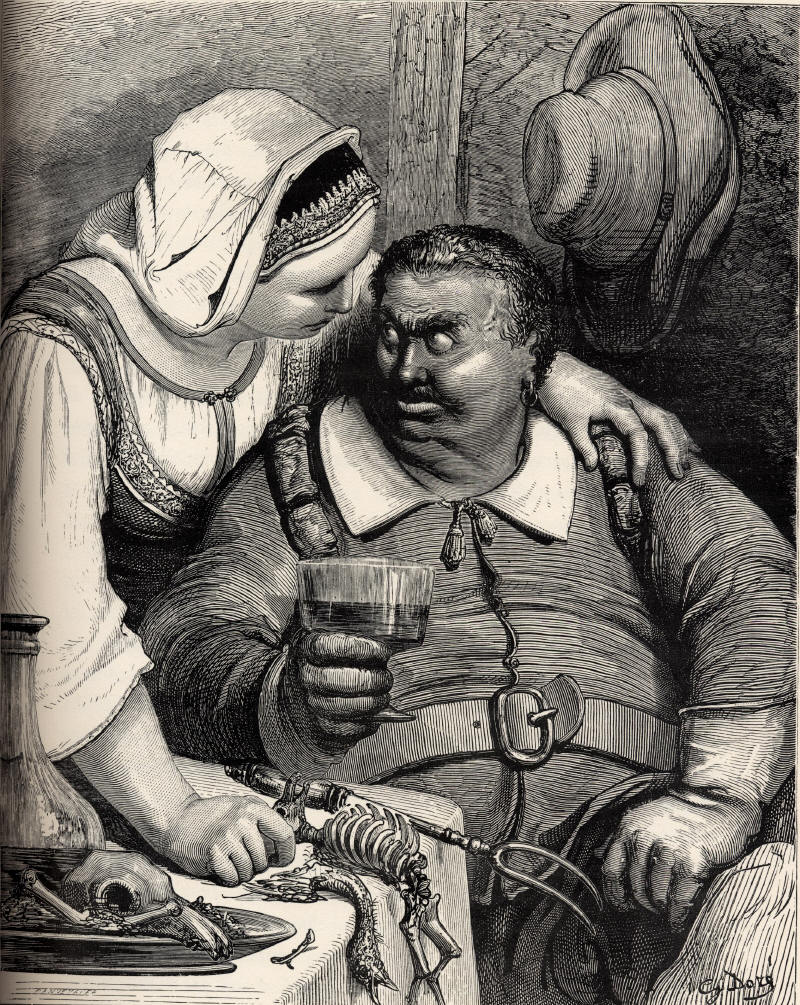
دیو مَتَل کوچولوی بندانگشتی و همسرش

دیوها پرسوناژهای پلید این مَتَل‌ها هستند. آنها زورشان بسیار است و تنها یک آماج دارند: قهرمان داستان را بخورند. به‌دلیل گرسنگی سیری ناپذیرشان، آنها نماد سائق دهانی ویرانگر و دَدمنشانه هستند. دیو همچنین نمایانگر پدری است که برای رسیدن به بزرگسالی، باید او را پشت‌سر گذاشت و شکست داد.
برخلاف گرگ که شنل‌قرمزی را می‌خورد، همهٔ دیوهای شارل پرو فریب خوردند و هیچ‌کدام نتوانستند قهرمان داستان را بخورند: دیو مَتَل کوچولوی بندانگشتی به‌اشتباه دختران خودش را می‌خورد؛ دیو مَتَل زیبای خفته از پیشخدمتش فریب می‌خورد، و به‌جای عروس و نوه‌هایش، گوشت جانوری شکاری را می‌خورد؛ دیو مَتَل گربه چکمه‌پوش هم به موش دگردیسیده شده، و خودش به‌دستِ گربهٔ فریبکار خورده می‌شود.

#### پَری عجوزه
پَری عجوزه، مادرخواندهٔ بدخواهِ کودک، مادری بدسرپرست را می‌نمایاند. او را گاهی با پرسوناژ نامادری، که مهر پدری را از کودک می‌رُباید، اشتباه می‌گیرند. او به قهرمان داستان دشمنی می‌ورزد، یا ناکامی‌اش را آرزو می‌کند. این پَری، به‌عنوان نماد پسرفت، می‌کوشد جلوی پیشرفت قهرمان داستان را بگیرد؛ یا خیلی به خود زحمت نمی‌دهد و، مانند مَتَل زیبای خفته، تنها مرگش را آرزو می‌کند.

#### شاهدخت، شاهزاده

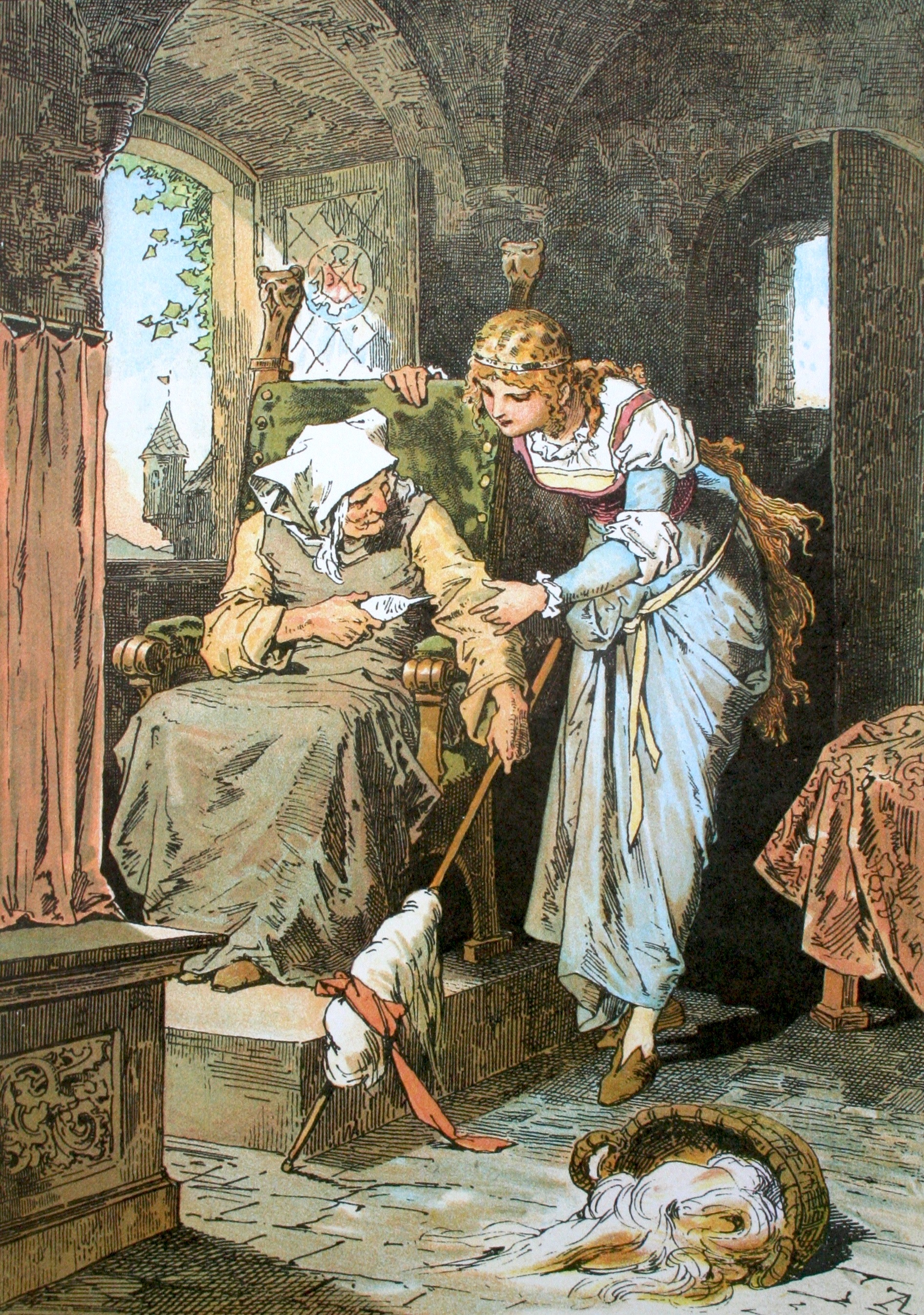
زیبای خفته«آن مهربانو نشنیده بود که پادشاه، نخ‌کردن دوک را ممنوع کرده بود».نگاره‌ای از الکساندر زیک.

شاهدخت هنوز بویی از عشق نبرده‌است، و باید دورهٔ بلوغ را سپری کند. زیبای خفته با دوک خیاطی دستش را می‌خراشد و خون‌ریزی می‌کند؛ ولی پیش از رسیدن به بلوغ جنسی باید یک دوره نهفتگی را سپری کند، که نماد آن در اینجا «۱۰۰سال‌خوابیدن» است. وانگهی، این دختر جوان هرگز نمی‌کوشد دربرابر سرنوشتش عصیان کند؛ بلکه با بردباری چشم‌به‌راهِ کسی است (به‌طور پیشفرض، پَری مادرخوانده) تا به او بگوید چه باید بکند و چه نباید بکند. شاهزاده چیره می‌شود بر موانعی که میان او و شاهدخت فاصله می‌اندازند، و سرانجام او را به همسری خویش می‌گیرد. شاهزاده در چارچوب کلیشهٔ «جوان‌مرد دلیر و سودازَده» تعریف شده‌است؛ و بیشتر چنین می‌نماید که پاداشی برای شاهدخت باشد، تا پرسوناژی کاملاً مستقل.

#### پَری مادرخوانده
پَری مادرخوانده، آموزگار قهرمان داستان است؛ پرسوناژی مادرانه و نگهبان، که به کودک یاری می‌رساند. این پَری، به‌عنوان پرسوناژ کمکی، قهرمان داستان را در ماجراجویی‌اش پشتیبانی می‌کند. او این کار را یا به‌لطف توانایی‌های خودش انجام می‌دهد، یا وسیله‌ای با قدرت‌های فراطبیعی، مانند چوب‌دستی جادویی، به قهرمان داستان می‌دهد تا بتواند پرسوناژهای پلید را شکست دهد.

#### آقا گرگه

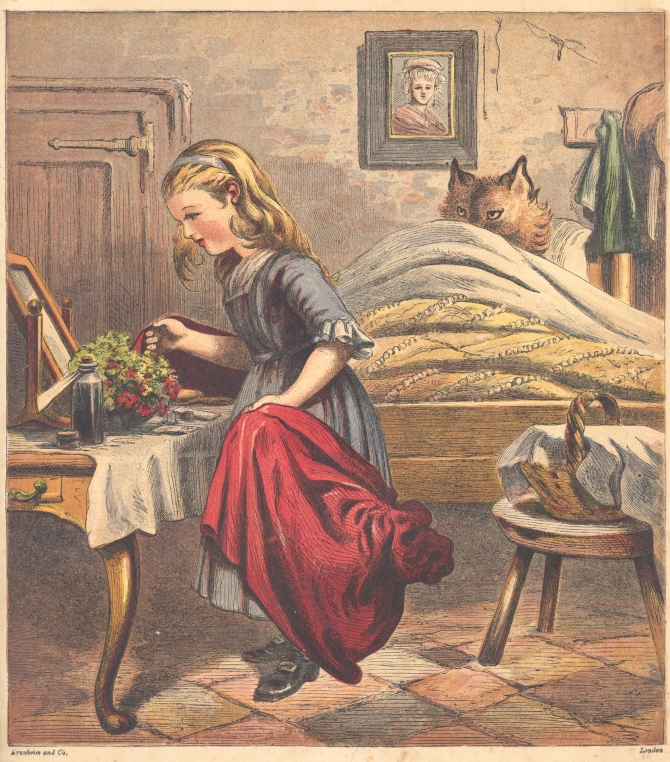
آقا گرگه چشم‌به‌راهِ شنل‌قرمزی. نگاره‌ای در یکی از ویراست‌های هلندی، چاپ‌شده در ۱۸۶۸.

گرگ در مَتَل‌های غربی حضوری پررنگ دارد. کم‌رنگ‌شدن آن از نیروی نمادینش هیچ نکاسته‌است؛ زیرا به‌عنوان جانوری که در جنگل می‌زید، او ترس‌های شبانهٔ ما را تداعی می‌کند. نوعی از نقد، با فراغ بال او را نماد پدری اغواگر و میل جنسی نامتعارف می‌داند؛ برای نمونه در شنل‌قرمزی. ولی در این مَتَل، گرگ و جنگل می‌توانند صرفاً نشان‌دهندهٔ ناگواری‌هایی باشند که کودک باید به‌تنهایی (ولی با پیروی از سفارش‌های خردمندانهٔ مادرش) پس از بیرون‌آمدن از کانون امن خانه با آنها روبه‌رو شود. این ناگواری‌ها هرآینه می‌توانند جنبهٔ جنسی نیز داشته باشند. در شنل‌قرمزی می‌توان آن را به‌شکلِ یک مرد مجسم کرد؛ برای نمونه، همانگونه که در نگاره‌های گوستاو دوره می‌بینیم، گرگ روی دو پای عقبش راه می‌رود.
در سنت‌های پرآوازهٔ آفریقایی، کروکودیل همان کارکرد گرگ را دارد. در مَتَل‌های آسیایی، ببر رایج‌ترین گونهٔ جانوری است. او کمتر از گرگ نیرنگ می‌زند، و واپسین کسی است که برای رسیدن‌به فرزانگی باید شکست داد.

### روابط خانوادگی

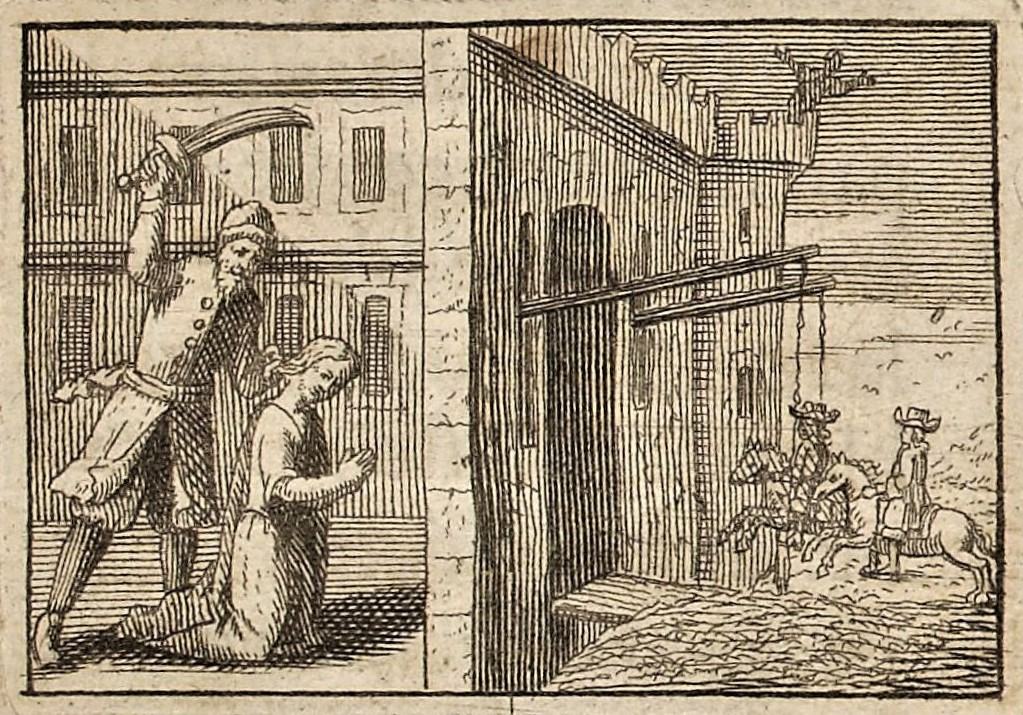
ریش آبی می‌خواهد گلوی همسرش را ببرد اما برادرانش سوار بر اسب می‌آیند تا او را نجات دهند. ; ما می‌توانیم خواهر آن را در بالای برج ببینیم. حکاکی توسط آنتوان کلوزیه که نسخه اصلی Contes de ma mère l'Oye، پاریس، در باربین، ۱۶۹۷ را تزئین می‌کند.

روابط خانوادگی ستمگرانهٔ نمودار در این مَتَل‌ها، از ویژگی‌های برجستهٔ این داستان‌ها است.

#### همسرگیری و بازهمسرگیری
ازدواج معمولاً فرجامِ نیکِ مَتَل‌ها است. ولی گاهی وضعیت کاملاً دگرگون است: در ریش‌آبی، هنگامی‌که تازه‌عروس کالبدهای همسران پیشین را، که به‌گونه‌ای رازآمیز ناپدید شده بودند، ازدواج برایش به کابوس تبدیل می‌شود؛ در گریزِلیدیس، اختیارات شوهر همانند اختیارات فرمانروایی خودکامه و ستم‌پیشه است.
ازدواج‌های دوباره در زمانهٔ شارل پرو پُرشمار بودند؛ مهم‌ترین دلیلش این بود که زنان جوان بسیاری هنگام زایمان جانشان را از دست می‌دادند. زن‌باباها و مادرشوهرهای درون این مَتَل‌ها، به بدترین روش ممکن با بچه‌ها رفتار می‌کردند: نامادری سیندرلا مانند برده از او کار می‌کشد، و پدر سیندرلا هم جلویش را نمی‌گیرد. مادرشوهر زیبای خفته، که یک دیو بود، هنگامی که چشمِ پسرش را دور می‌بیند، هیچ خواسته‌ای ندارد جز اینکه عروس و نوه‌های خود را با سُس روبر بخورد!

#### پدرها و مادرها
پدرها و مادرها در بهترین حالت بی‌مسئولیت هستند، یا نمی‌توانند بچه‌هایشان را نگه دارند: مادر شنل‌قرمزی نگران نیست که دخترش را درون جنگلی سرشار از ناگواری‌ها می‌فرستد؛ پدر و مادر کوچولوی بندانگشتی عامدانه هفت پسرشان را در جنگل گم می‌کنند، و دیوِ درونِ این مَتَل نیز به‌اشتباه دخترانش را سر می‌بُرَد؛ پدر و مادر زیبای خفته فراموش می‌کنند زودرنج‌ترین پَری را به مراسم تعمید فراخوانند؛ پدر پوست‌الاغی نیز هیچ ابایی ندارد که دختر خودش را به‌همسری بگیرد.

#### خواهر برادر
هیچ همبستگی میان برادران و خواهران نیست، و رشک و بهره‌کشی از کم‌زورتر میانشان حکم‌فرما است: کوچولوی بندانگشتی، فرزند توسَری‌خور خانواده است؛ در پریان، قهرمان داستان بیگاری می‌دهد و جان‌برکَف است؛ سیندرلا نیز از دو خواهر ناتنی خود آزار می‌بیند. تنها خواهر آنه با قهرمان داستان، که همسر نگون‌بختِ ریش‌آبی است، همراهی می‌کند.

### ابزارهای جادویی
۳ دسته هستند: سودرسان؛ زیان‌رسان؛ هم سودرسان و هم زیان‌رسان، بسته‌به اینکه چه کسی آن را در دست دارد.
چوب‌دستی کاری جز نیکی انجام نمی‌دهد. تنها پَریان مادرخوانده می‌توانند آن را به‌کار بَرَند. اینان چوب‌دستی را تنها برای بهروزی دخترخوانده‌هایشان، یعنی پوست‌الاغی و زیبای خفته و سیندرلا، به‌کار می‌برند تا به آنان در گذر از سختی‌ها و دشواری‌ها یاری رسانند.
چکمه‌های هفت‌فرسنگ ابهام‌برانگیز هستند. آنها می‌توانند هم سودرسان و هم زیان‌رسان باشند، بسته‌به اینکه چه پرسوناژی آنها را می‌پوشد.
سرانجام پَری‌کلید، وسیلهٔ جرم و جنایتِ ریش‌آبی، تنها ابزارِ همواره زیان‌رسانِ این داستان‌ها است، و تازه‌عروسی که نافرمانی کند را لو می‌دهد.